# Кільцювання птахів

Рання версія мітки, яку використовував Джек Майнер для гусаків

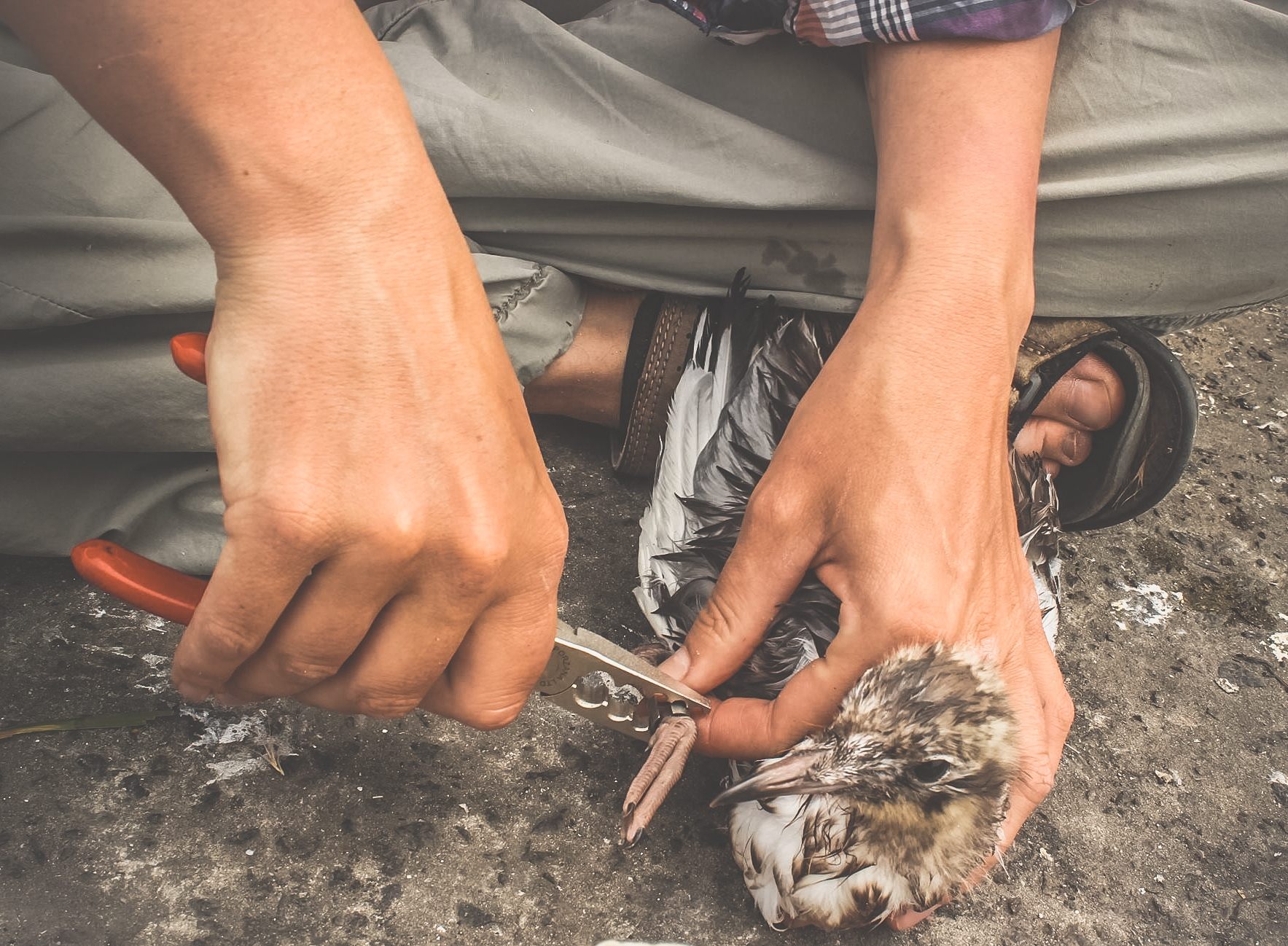
Кільцювання пташеняти мартина звичайного (Chroicocephalus ridibundus (Linnaeus, 1766) з родини Мартинові (Laridae).

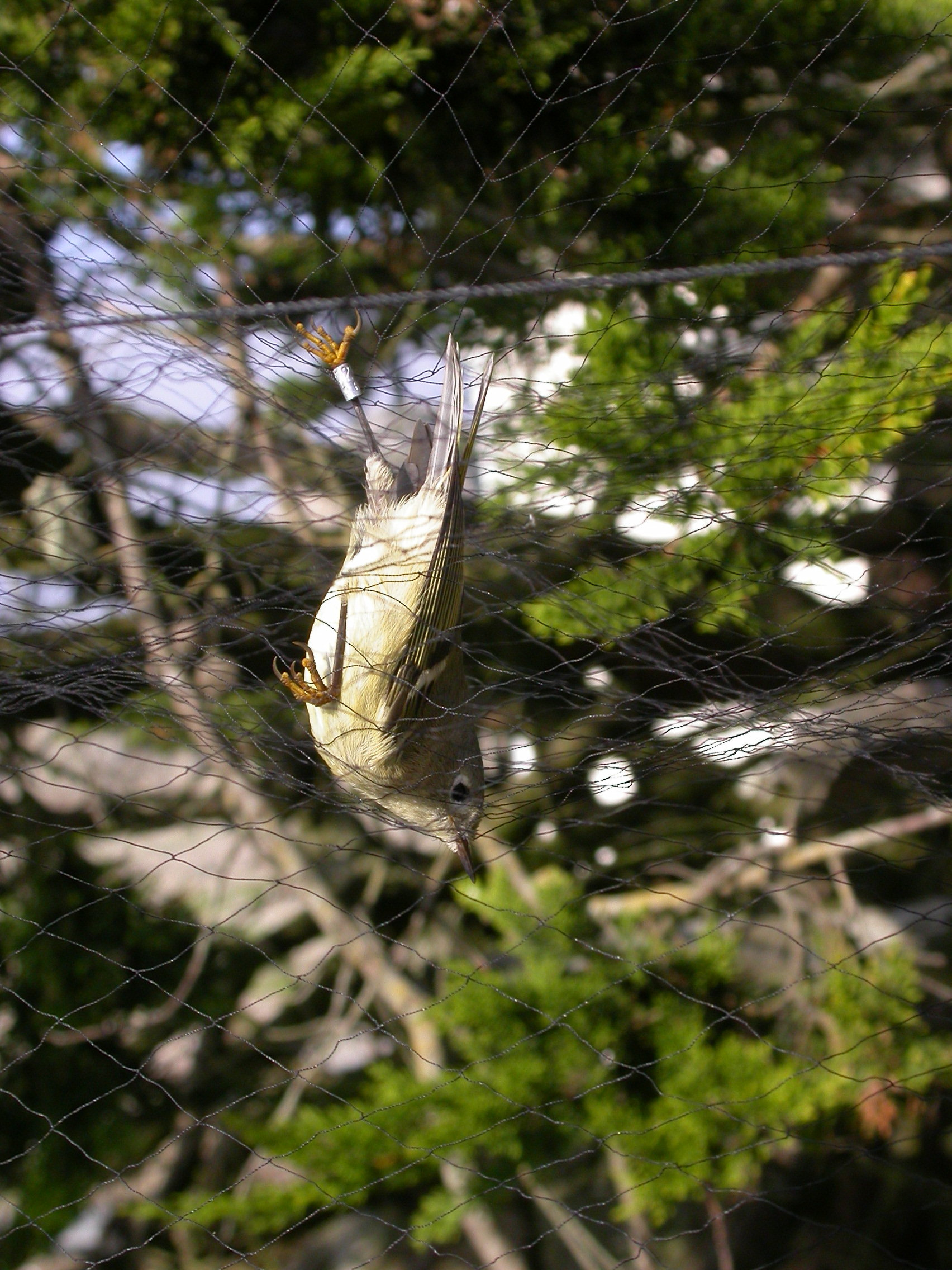
Птах з кільцем у сітці

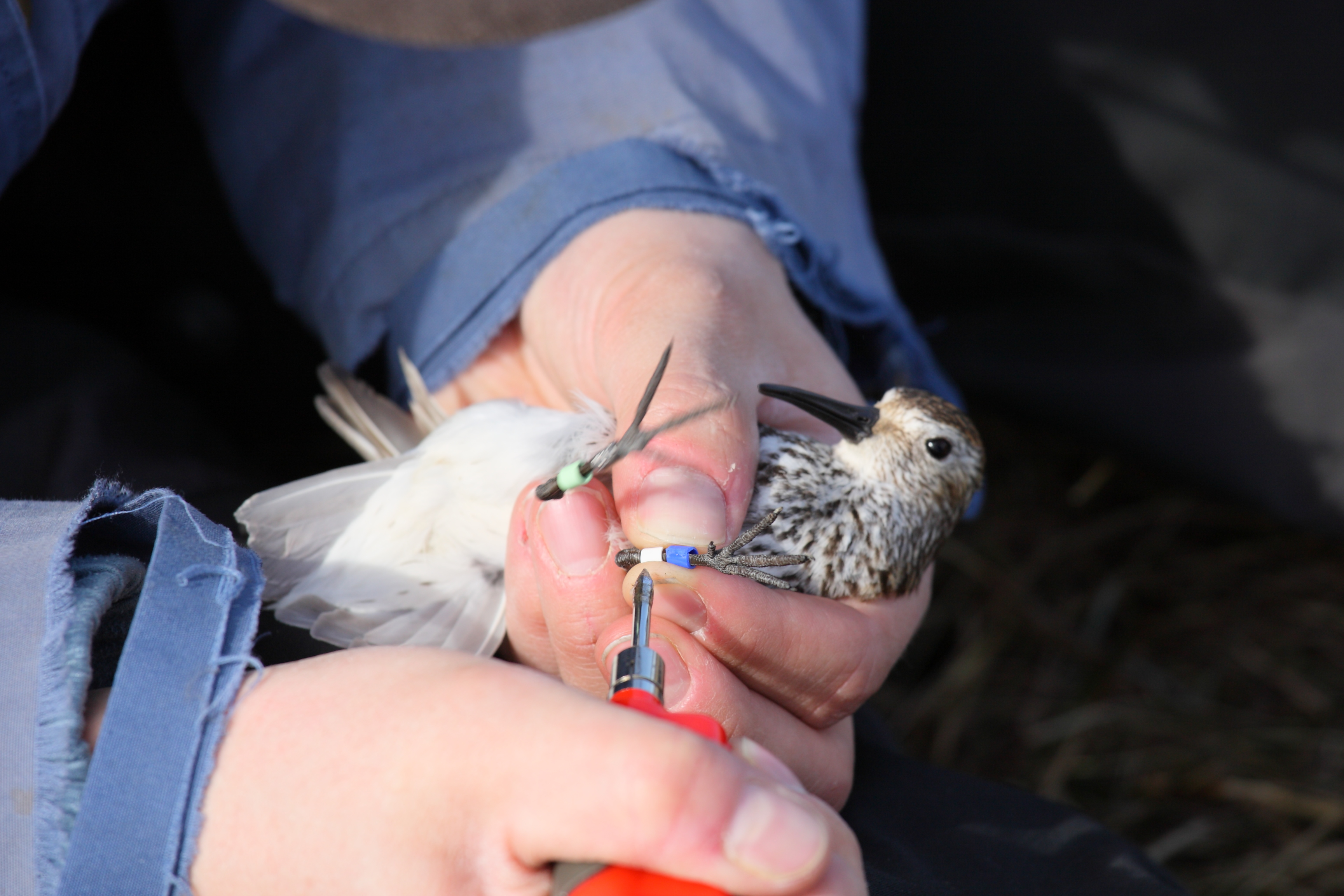
Побережник чорногрудий з кільцями на лапах (Національний парк Матсалу)

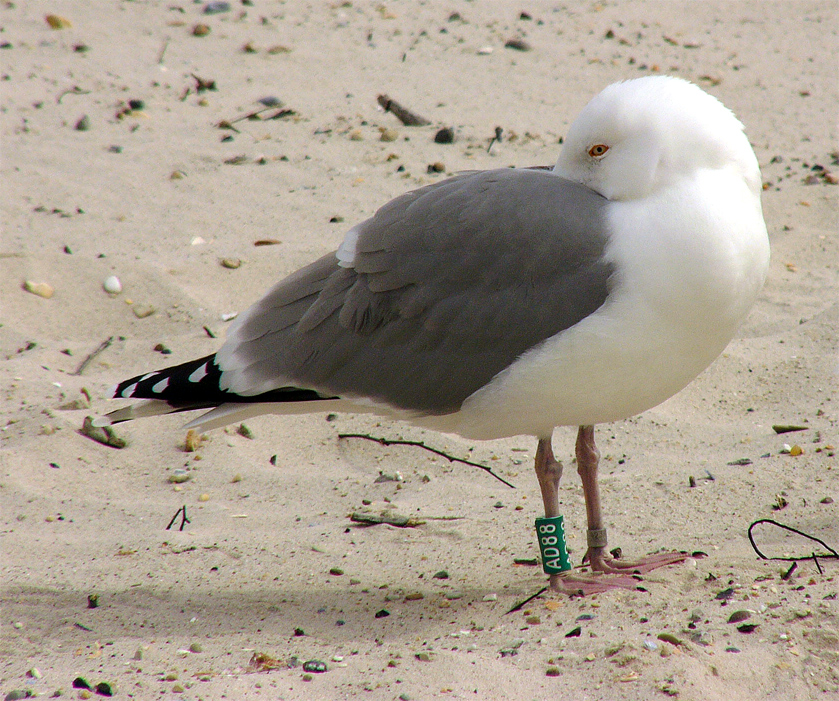
Мартин сріблястий з кольоровим кільцем

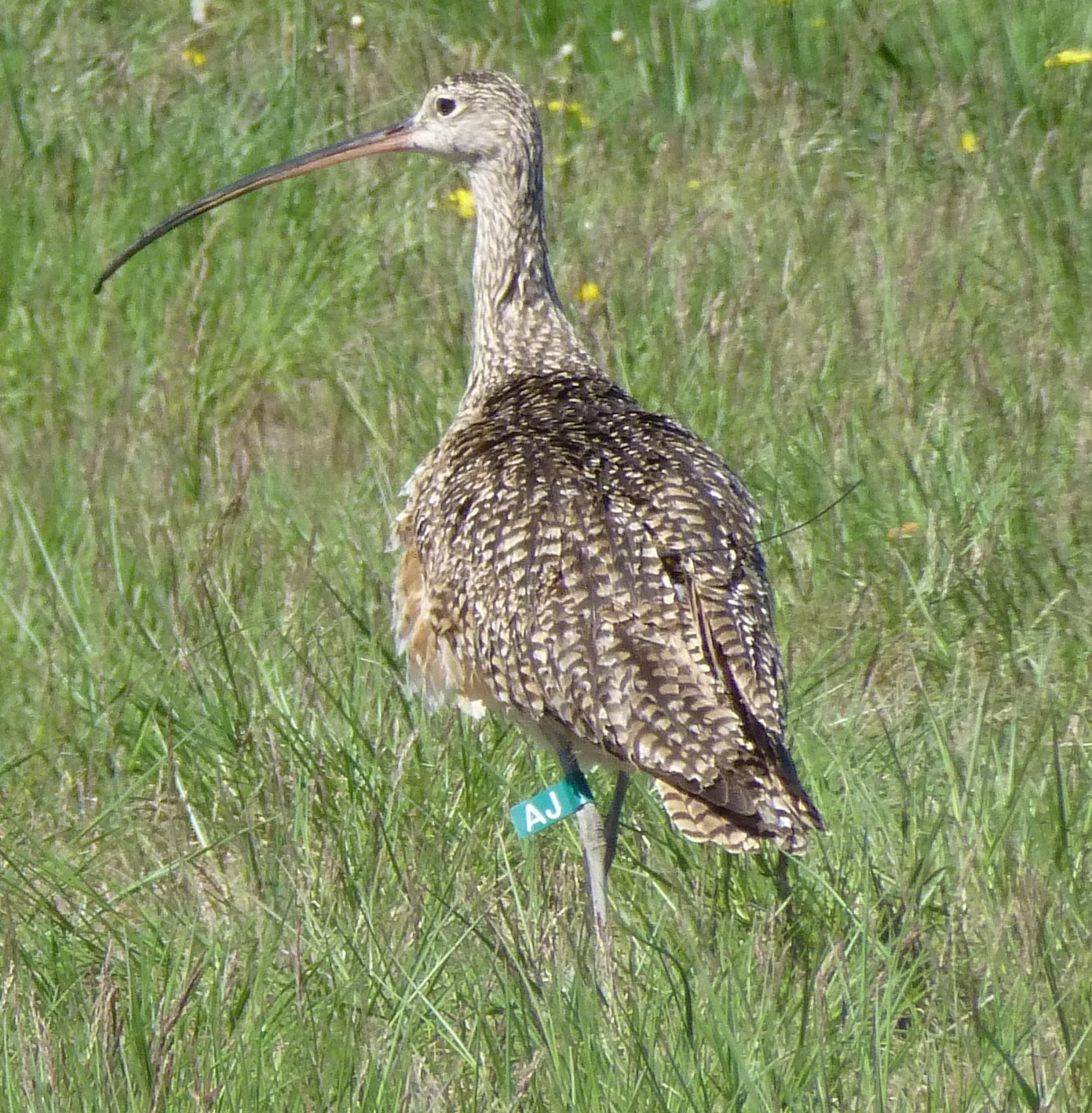
Кульон американський (Numenius americanus) з кольоровим прапорцем на лапі

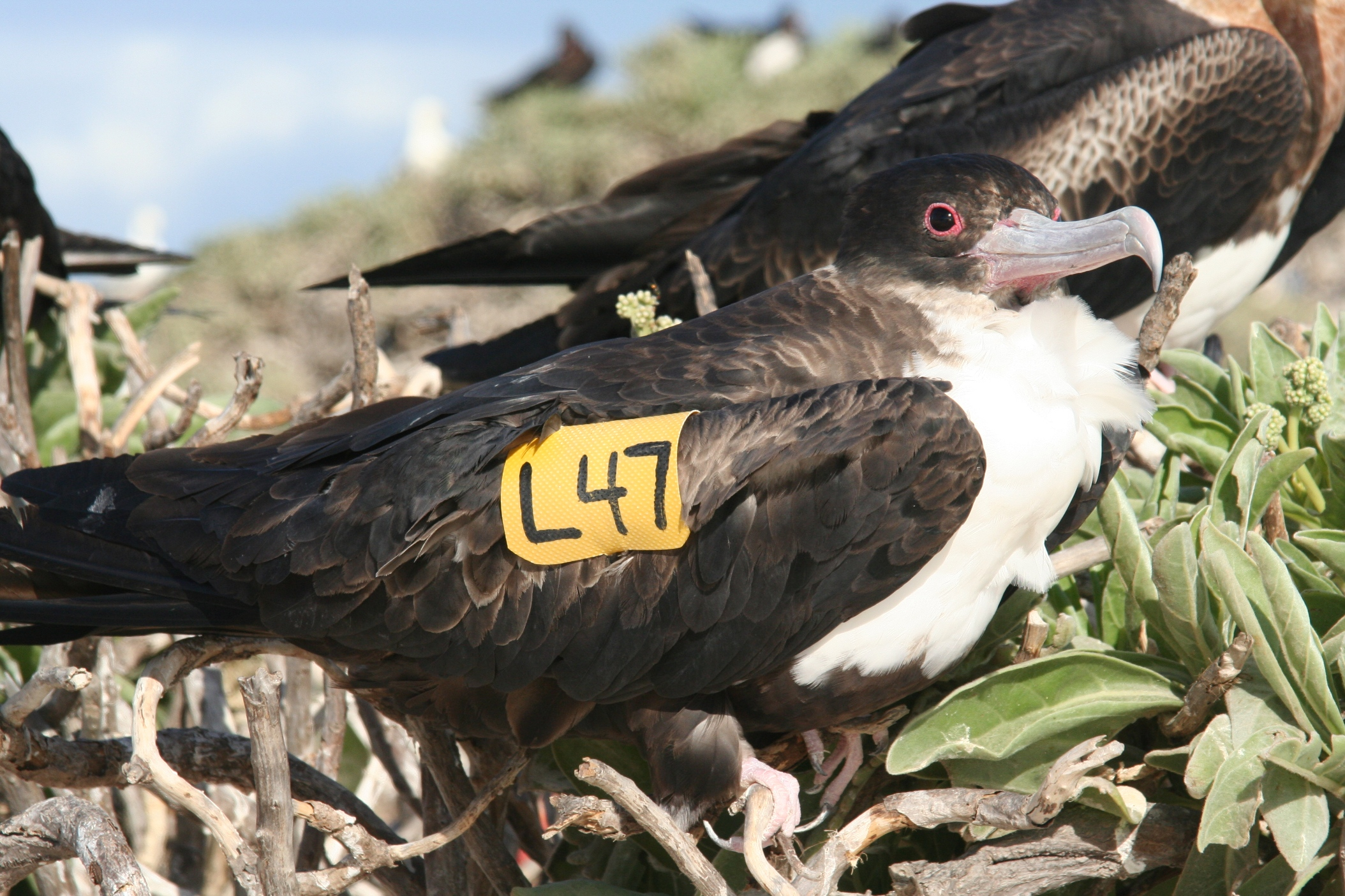
Великий фрегат із криломіткою

Кільцювання птахів — метод дослідження диких птахів за допомогою прикріплення невеликої металевої або пластмасової індивідуально позначеної і, зазвичай, кільцеподібної мітки до ніг або крил, таким чином, що різні аспекти життя птаха можуть досліджуватися за допомогою можливості знайти та ідентифікувати цього птаха пізніше. Метод використовують при дослідженні міграції, тривалості життя, смертності та інших популяційних досліджень, живлення та інших аспектів.

## Історія
Ще в давнину люди різними способами пробували мітити тварин. Загалом об'єктами мічення були домашні та мисливські птахи. У літературі є відомості також про кільцюванні в середні віки чапель, лелек, лебедів, гусей, голубів і ластівок. Як правило, інформація про таке мічення була необхідна і тому доступна вузькому колу осіб, безпосередньо причетних до процесу кільцювання. До того ж, у ті часи у світі не існувало сучасних способів обміну інформацією, що також не дозволяло широко використовувати метод кільцювання для вивчення диких птахів.
Ханс Крістіан Корнеліус Мортенсен, вчитель з Віборга (Данія) був першим, хто почав систематично в наукових цілях кільцювати птахів. 1899 року він позначив алюмінієвими кільцями з оригінальними номерами та адресою 165 шпаків у надії, що деякі з птахів будуть виявлені і кільце повернеться з інформацією про дату і місце знахідки. Експеримент був успішним, і вже рік потому перші його результати були опубліковані. Метод, запропонований Мортенсеном, привернув увагу вчених, і в багатьох країнах світу почали кільцювати птахів і організовувати центри кільцювання. Відтоді у світі закільцьовані та помічені десятки мільйонів різних птахів.
Виникнення перших орнітологічних станцій на початку ХХ ст. було пов'язане з необхідністю масового відлову та кільцювання птахів. 

## EURING
Мігруючі птахи перетинають політичні кордони держав протягом своїх довгих перельотів. Щоб успішно спостерігати за їхнім життям протягом усього життя треба було створення міжнародної координаційної мережі станцій кільцювання та Національних центрів кільцювання. На нараді Національних центрів кільцювання в Парижі в 1963 р був утворений «EURING» — Європейський союз кільцювання птахів. Основна мета Союзу — організація та стандартизація наукового кільцювання птахів у Європі. Усі європейські центри кільцювання, що володіють власними кільцями для вивчення вільноживучих птахів, є членами EURING. Рада EURING складається з Президента, Віцепрезидента, Генерального секретаря та 5 членів, що обираються представниками центрів кільцювання на Генеральній нараді, проведеній раз на два роки.
Щоб підтримати обмін інформацією між різними європейськими центрами кільцювання в 1966 р. EURING запропонував стандартну систему кодування даних кільцювання-повернень. Ці коди зараз використовуються усіма центрами і значно полегшують передачу та аналіз даних, одержуваних з багатьох різних джерел.
У 1977 р на базі Інституту екології в Хетерні (Нідерланди) створено Банк даних EURING, куди стікаються дані про кільцювання та повернення не тільки від європейських центрів, а й з усього світу. Члени EURING щорічно посилають сюди звіти, більшість центрів також передає дані про повернення. Уже в 1994 р Банк даних містив відомості про 1 млн. 225 тис. Повернень понад 400 видів птахів.

## Мічення птахів в Україні
Координацію робіт щодо мічення птахів в Україні здійснює Центр кільцювання птахів. Він знаходиться в Києві, є підрозділом Інституту зоології ім. І. І. Шмальгаузена НАН України. Ним керує Анатолій Полуда. Виловлювання та кільцювання птахів здійснюють різні установи. Серед них: Азово-Чорноморська орнітологічна станція, Західно-Українська орнітологічна станція, університети, заповідники тощо.

## Техніка кільцювання
З метою мічення здійснюють виловлювання дорослих птахів за допомогою сіток різноманітних конструкцій, нелітних молодих птахів або нелітних особин під час линяння. Птахові надівають індивідуальну мітку, які можуть бути різної конструкції. Обов'язково надівають металеве кільце (зазвичай на цівку, рідше — на гомілку). Кільце містить інформацію про країну, представник якої здійснив кільцювання, та індивідуальний номер. Інформація про місце кільцювання, дату, вид птаха (також — вік, стать) заносять до єдиної бази даних. Для отримання відомостей про міграцію птахів потрібно отримати повідомлення про знахідку птаха з кільцем. Ефективність кільцювання металевими кільцями невелика — для птахів невеликого розміру на декілька тисяч помічених особин припадає лише одне повторне спостереження. Тому така інформація є вкрай важливою. Для підвищення ефективності мічення застосовують кольорові кільця, криломітки, шийні мітки тощо. Інформацію на таких мітках можна прочитати дистанційно, без виловлення птахів.

## Рекомендації щодо дій при знахідці птаха з кільцем
Якщо до Вас потрапило кільце чи Ви прочитали (сфотографували) номер кільця чи мітки на пташці, необхідно:
- переписати всю інформацію, що є на кільці чи мітці (якщо це кольорове кільце/мітка — вказати колір);
- вказати вид птаха, якщо це можливо, чи до якої групи птах відноситься (качка, гуска, хижий птах тощо);
- вказати обставини знахідки (знайдене кільце, птах застрелений, знайдений мертвим, знайдені залишки птаха, сфотографований тощо);
- вказати дату знахідки; — вказати місце знахідки (область, район, найближчий населений пункт) чи географічні координати, якщо є можливість їх визначити;
- надіслати чи передати телефоном цю інформацію в Центр кільцювання.

## Результати
Найстарішим закільцьованим птахом є самиця темноспинного альбатроса, на ім'я Віздом. Станом на січень 2018 року її вік становить 67 років.